# 徳川大五郎
徳川 大五郎（とくがわ だいごろう、宝永5年12月22日（1709年2月1日） - 宝永7年8月12日（1710年9月5日））は、江戸時代中期の江戸幕府第6代将軍・徳川家宣の三男。第7代将軍・徳川家継の異母兄である。

## 人物
将軍世継時代の家宣の男子として江戸城西の丸で生まれる。生母は側室のお須免の方（蓮浄院）である。同月19日に当時の将軍・綱吉が死去している。同月28日、新田の姓を与えられる。宝永6年（1709年）11月2日、本丸へ移る。宝永7年（1710年）8月12日に死去した。享年3。
墓所は東京都文京区の伝通院。戒名は理岸院殿月光秋華大童子。